# アマル・シン (政治家)
アマル・シン（Amar Singh、1956年1月27日 - 2020年8月1日）は、インドの政治家。ウッタル・プラデーシュ州出身。サマジワディ党の書記長を務め、ラージヤ・サバー議員として活動していた。

## 生涯

### 生い立ち
1956年1月27日、ウッタル・プラデーシュ州アーザムガルのヤーダブ家庭に生まれる。同地で幼少期を過ごし、家族と共にコルカタに移住してセント・ザビエル・カレッジ、コルカタ大学法学部を卒業した。卒業後はヒンドゥスタン・タイムズの所有者K・K・ビルラの連絡員として働き、ジャーナリスト業界に進出した。

### 政治家

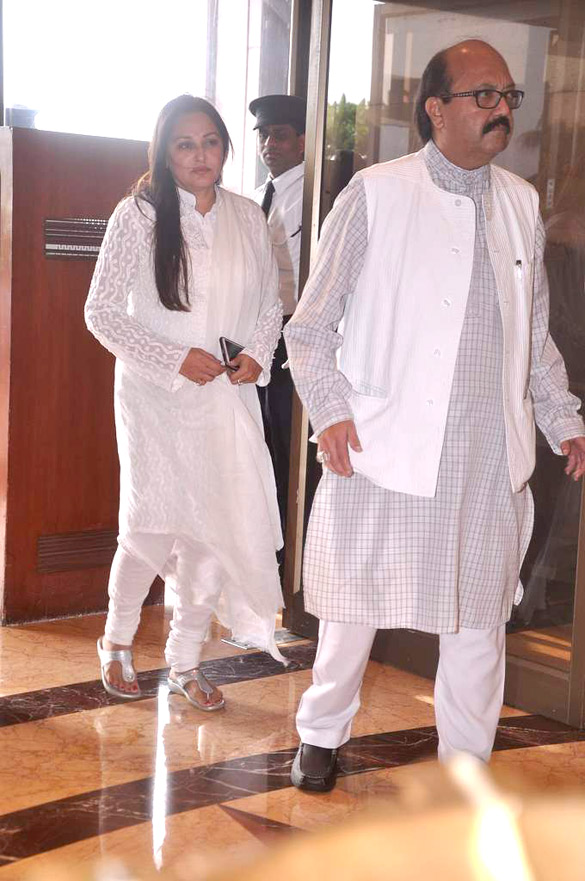
アマル・シンとジャヤー・プラダ（2012年）

1996年に飛行機の中でムラーヤム・シン・ヤーダヴと偶然出会ったことをきっかけに、彼が創設したサマジワディ党に入党して政界に進出した。入党から一貫してムラーヤムの側近として活動し、デリーにおける党の顔役として政界に影響力を持っていた。2008年に米印原子力協力に反対するインド共産党、インド共産党マルクス主義派、全インド前進同盟が統一進歩同盟政権から離脱した後、アマル・シンはソニア・ガンディーと会談して統一進歩同盟政権への閣外協力を約束し、ローク・サバーで実施されたインド首相マンモハン・シンの信任決議ではサマジワディ党議員39人（うち2名は反対したため、実質37人）が賛成票を投じて政権存続に貢献した。また、同時期にヒラリー・クリントンと米印原子力協力について協議したが、この際にクリントン財団に500万ドルの献金をしたという疑惑が2015年に持ち上がった（アマル・シンは献金の事実はないと否定している）。同年9月にバトラ・ハウス遭遇事件が発生した際、アマル・シンは殉職した警察官モーハン・チャンド・シャルマの遺族に対して100万ルピーの小切手を渡したが、後に小切手が不渡りであることが判明した。不渡りが判明した後、アマル・シンは事件に関する司法調査を要求し、遭遇自体が偽装されたものだと主張した。これに対し、アマル・シンの主張に激怒したシャルマの遺族は小切手を彼に返却している。
2009年インド総選挙では妻ディンプルをフィロズバード選挙区から出馬させるが、彼女が落選したことで党内の反発を招き、ムラーヤムの息子アキレーシュ・ヤーダヴと対立する。2010年1月6日に滞在先のドバイから「健康上の理由」で全ての党職（書記長、党報道官、党内委員会議長）を辞任した後、2月2日にジャヤー・プラダと共に反党行為を理由に党を除名され、彼を支持していた4人のウッタル・プラデーシュ州議会議員も党員資格停止処分を受けた。除名後の12月21日に自身の公式ウェブサイトとブログを開設している。
2011年8月24日、2008年の信任決議に際してインド人民党のローク・サバー議員3人に賄賂を渡した容疑で告発された（キャッシュ・フォー・ヴォート・スキャンダル）。彼は健康問題を理由に裁判所への出頭を拒否していたが、メディアからの「疑惑から逃げている」という批判を払拭するために最終的に出頭している。意見陳述を終えた後、裁判所は9月19日までアマル・シンをティハール刑務所に拘留することを決定した。同年に新政党ラシュトリヤ・ローク・マンチ党を設立し、翌2012年のウッタル・プラデーシュ州議会選挙に360人の候補者を擁立したものの、全員が落選している。2014年3月に全国ローク・ダルに入党し、同年実施のインド総選挙にファテープル・シークリー選挙区から出馬するものの、落選している。2016年にムラーヤムの支援を得てサマジワディ党に復党したうえで出馬し、ラージヤ・サバー議員に再選した。しかし、2017年にアキレーシュがサマジワディ党の党首に就任すると、彼によって再び党を除名された。

### 死去
2000年代に腎臓移植の手術を受けて以降、体調不良が続いていた。2013年2月19日には定期健診のためシンガポールに向かう途中、ドバイの空港で失神して緊急入院し、危篤状態にあると発表された。2020年8月1日に入院先のシンガポールの病院で腎不全のため死去した。

## 映画界との関係
アマル・シンはボリウッドに強い人脈を有しており、サンジャイ・ダット、ジャヤー・プラダ、ボニー・カプール、シュリデヴィなどの友人がいた。特にバッチャン夫妻との繋がりが強く、1990年代に映画製作の不振から多額の借金を抱えたアミターブ・バッチャンを経済的に支援（借金の肩代わり）したり、彼の妻ジャヤー・バッチャンの政界進出を支援している。また、彼が2009年に腎臓移植のためシンガポールに向かった際にはアミターブが同行し、退院するまで付き添ったという。しかし、アマル・シンがサマジワディ党を除名された際にジャヤーに離党を迫ったところ断られ、アミターブにも妻の説得を断られたことで関係が悪化し、晩年の2020年2月に和解するまで10年近く絶縁状態が続いた。
『Hamara Dil Aapke Paas Hai』『JD』など多くのボリウッド映画に出演している。また、2011年にはマラヤーラム語映画『Bombay Mittayi』にも出演している。